# Ich habe 300 Jahre lang Schleim getötet und aus Versehen das höchste Level erreicht
Ich habe 300 Jahre lang Schleim getötet und aus Versehen das höchste Level erreicht (jap.: スライム倒して300年、知らないうちにレベルMAXになってました, Suraimu Taoshite Sanbyaku-nen, Shiranai Uchi ni Reberu Makkusu ni Nattemashita) ist eine 2016 erschienene japanische Light Novel von Kisetsu Morita mit Illustrationen von Benio. Die Reihe deckt die Genres Isekai, Comedy und Slice of Life ab. 2017 erschien die erste Adaption als Manga und 2021 und 2025 eine Adaption als Anime-Fernsehserie. Der Anime wurde international als I’ve Been Killing Slimes for 300 Years and Maxed Out My Level veröffentlicht, unter anderem auch auf Deutsch.

## Handlung
Nachdem sie ein mühsames Leben als Büroangestellte gelebt hatte, starb Azusa in jungen Jahren durch Überarbeitung. Eine Göttin erfüllt ihr den Wunsch, in ein ruhiges Leben wiedergeboren zu werden. So findet sie sich als unsterbliche, nicht alternde Hexe im Alter von 17 Jahren in einer neuen Welt wieder. Sie schwört, ihre Tage stressfrei und so angenehm wie möglich zu verbringen. Sie hat ein Haus und ein Feld, das sie bestellen kann, und im nahen Dorf gibt es alles was sie sonst noch braucht. Sie tritt der Abenteurergilde bei und erlegt regelmäßig Schleime in der Umgebung, die Kristalle hinterlassen und so ihren Lebensunterhalt sichern. Aber nach drei Jahrhunderten, in denen sie diese einfache Arbeit gemacht hat, hat sie das höchste Level der Hexen erreicht. Als das bekannt und Azusa als die mächtige „Hexe der Hochebene“ berühmt wird, tauchen plötzlich allerlei Abenteurer und mächtige Wesen auf, die sich mit ihr messen wollen. Das ruhige Leben der Hexe ist nun vorbei.
Zunächst erscheint die Drachin Laika, die gegen Azusa kämpfen will, um allen Wesen ihre Überlegenheit zu beweisen. Jedoch ist sie schnell besiegt und kehrt rasch zurück – um bei Azusa in die Lehre zu gehen. Die Hexe nimmt die, nun vornehmlich menschliche Gestalt annehmende, Drachin bei sich auf. Das Leben zu zweit in einem nun größeren Haus weiß Azusa bald zu schätzen und kann Laika auch viel beibringen. Vor allem lehrt sie sie, Übereifer und Überarbeitung zu vermeiden. Bald kommen die Geschwister Falfa und Shalsha hinzu, die sich als Azusas Töchter vorstellen. Zunächst davon verblüfft erfährt die Hexe, dass es sich um die Geister all der Schleime handelt, die sie getötet hat. Shalsha will sich daher an ihr rächen und sie töten. Doch ihr Zauber wirkt nur gegen Azusa und nicht gegen die Drachin, die sie beschützt. So kann Shalsha ihr Ziel nicht erreichen, doch ziehen beide Schwestern auf Einladung Azusas ebenfalls bei ihr ein.

## Buch-Veröffentlichungen
Die Geschichte erschien zunächst auf der Plattform Shōsetsuka ni Narō ab Juni 2016. Ab Januar 2017 wurde die Serie dann mit Illustrationen von Benio vom Verlag SB Creative gedruckt veröffentlicht. Bis 2021 erschienen 22 Bände. Eine deutsche Übersetzung der Light Novel wird seit 2020 von Altraverse veröffentlicht. Eine englische Fassung erscheint bei Yen On.
Eine Adaption der Geschichte als Manga, geschaffen von Yusuke Shiba, erscheint seit Juni 2017 im Magazin Gangan Online. Dessen Verlag Square Enix bringt die Kapitel auch gesammelt in bisher 16 Bänden heraus. Die ersten dieser Bände verkauften sich über 50.000 Mal je Band. Auf Deutsch erscheint der Manga seit August 2020 bei Altraverse mit bisher 15 Bänden (Stand Februar 2025). Eine englische Übersetzung wird von Yen Press veröffentlicht.
Als erster Ableger startete 2019 die Light Novel Hira Yakunin Yatte 1500-nen, Maō no Chikara de Daijin ni Sare Chaimashita (ヒラ役人やって1500年、魔王の力で大臣にされちゃいました), ebenfalls von Kisetsu Morita und Benio. Die Geschichte erzählt von der Dämonin Beelzebub, die später eine Kameradin von Azusa werden sollte, und wurde im August 2022 abgeschlossen. Bei Yen On wurde die einbändige Sammelausgabe als I Was a Bottom-Tier Bureaucrat for 1,500 Years auf Englisch veröffentlicht. Von Januar 2019 bis August 2020 erschien in der Gangan Online App ein von Meishi Murakami umgesetzter Manga dazu, der danach auch in drei Sammelbänden herausgegeben wurde.
Im März 2021 startete im Online-Angebot Manga Up! ein weiterer Manga, geschrieben von Kisetsu Morita und gezeichnet von Hitsujibako: Slime Taoshite 300-nen, Shiranai Uchi ni Level Max ni Nattemashita Spinoff Red Dragon Jogakuin (スライム倒して300年、知らないうちにレベルMAXになってました スピンオフ レッドドラゴン女学院) erscheint ebenfalls auf Englisch, als I’ve Been Killing Slimes for 300 Years and Maxed Out My Level Spin-off: The Red Dragon Academy for Girls.

## Anime
Die Serie wurde animiert von Studio Revoroot unter der Regie von Nobukage Kimura. Hauptautor ist Tatsuya Takahashi. Keisuke Goto gestaltete das Charakterdesign und die künstlerische Leitung lag bei Ken Naito. Für den Ton war Satoshi Motoyama verantwortlich, für die Kameraführung Sota Mikami.
Die Anime-Fernsehserie wurde während eines Livestreams für die Veranstaltung GA Fes 2019 am 19. Oktober 2019 angekündigt. Die Serie feierte ihre Premiere am 10. April 2021 auf AT-X, Tokyo MX und BS11. Die zwölfte und letzte Folge kam am 26. Juni 2021 heraus. Crunchyroll lizenzierte die Serie außerhalb Asiens und veröffentlichte den Anime per Streaming unter anderem mit deutschen und englischen Untertiteln. In Südostasien und Südasien lizenzierte Muse Communication die Serie und wird sie auf iQIYI, Bilibili, Catchplay+ und anderen Plattformen streamen. Das Unternehmen hat den Anime auch an Animax Asia für eine Fernsehausstrahlung lizenziert. Ab dem 29. Mai 2021 wurde unter dem internationalen Titel I’ve Been Killing Slimes for 300 Years and Maxed Out My Level wöchentlich auch eine neue Folge mit deutscher Synchronfassung angeboten. Am 12. Juli 2021 wurde die deutsche Veröffentlichung abgeschlossen.
Am 4. Januar 2022 wurde die Produktion einer zweiten Staffel bestätigt. Diese entstand unter der Regie von Kunihisa Sugishima im Animationsstudio Teddy. Naohiro Fukushima, der in der ersten Staffel als Episoden-Skriptwriter involviert war, fertigte für die zweite Staffel das Drehbuch an. Das Charakterdesign wurde von Hikaru Kodama entworfen. Die erneut zwölf Folgen wurden vom 5. April bis zum 21. Juni 2025 in Japan und international per Streaming ausgestrahlt. Die deutsche Synchronfassung startete bei Crunchyroll am 26. April und wurde am 12. Juli 2025 abgeschlossen.

### Episodenliste

#### Staffel 1
| Nr. (ges.) | Nr. (St.) | Deutscher Titel                                                                       | Originaltitel                                                            | Erstausstrahlung Japan | Deutschsprachige Erstveröffentlichung (D) | Regie                               | Drehbuch                              |
| ---------- | --------- | ------------------------------------------------------------------------------------- | ------------------------------------------------------------------------ | ---------------------- | ----------------------------------------- | ----------------------------------- | ------------------------------------- |
| 0          | 0         | –                                                                                     | 放送直前特番 (Hōsō Chokuzen Tokuban)                                     | 4. Apr. 2021           | –                                         | Taku Sawada                         | –                                     |
| 1          | 1         | Ich habe das maximale Level erreicht                                                  | レベルMAXになっていた (Reberu Makkusu ni Natteita)                       | 10. Apr. 2021          | 29. Mai 2021                              | Nobukage Kimura                     | Tatsuya Takahashi                     |
| 2          | 2         | Die Töchterchen sind da                                                               | 娘が来た (Musume ga Kita)                                                | 17. Apr. 2021          | 5. Juni 2021                              | Nanase Tomii                        | Yutaka Yasunaga                       |
| 3          | 3         | Die Elfe ist da                                                                       | エルフが来た (Erufu ga Kita)                                             | 24. Apr. 2021          | 12. Juni 2021                             | Ryūta Imaizumi und Yoshiyuki Kumeda | Naohiro Fukushima                     |
| 4          | 4         | Wir waren auf einer Drachenhochzeit                                                   | ドラゴンの結婚式に行った (Doragon no Kekkonshiki ni Itta)                | 1. Mai 2021            | 19. Juni 2021                             | Takahiro Ōkawa                      | Yutaka Yasunaga                       |
| 5          | 5         | Ein Geist tauscht auf                                                                 | 幽霊が出た (Yūrei ga Deta)                                               | 8. Mai 2021            | 26. Juni 2021                             | Yasunori Gotō                       | Naohiro Fukushima                     |
| 6          | 6         | Ein Leviathan kommt geflogen                                                          | リヴァイアサンが来た (Rivaiasan ga Kita)                                 | 15. Mai 2021           | 3. Juli 2021                              | Kyōsuke Takada                      | Tatsuya Takahashi                     |
| 7          | 7         | Ich habe den Dämonenkönig vermöbelt                                                   | 魔王を倒しちゃった (Maō o Taoshichatta)                                  | 22. Mai 2021           | 10. Juli 2021                             | Shin’ichi Omata                     | Tatsuya Takahashi                     |
| 8          | 8         | Eine falsche Hexe der Hochebene tritt auf den Plan                                    | 高原の魔女の偽物が出た (Kōgen no Majo no Nisemono ga Deta)               | 29. Mai 2021           | 17. Juli 2021                             | Ryūta Yamamoto                      | Naohiro Fukushima                     |
| 9          | 9         | Mein Töchterchen ist zu einem Schleim geworden und konnte sich nicht zurückverwandeln | 娘がスライムから戻れなくなった (Musume ga Suraimu Kara Modorenaku Natta) | 5. Juni 2021           | 24. Juli 2021                             | Ryūta Imaizumi und Yoshiyuki Kumeda | Yutaka Yasunaga                       |
| 10         | 10        | Eine fahrende Sängerin besucht das Dorf                                               | 吟遊詩人が来た (Gin'yū Shijin ga Kita)                                   | 12. Juni 2021          | 31. Juli 2021                             | Nanase Tomii                        | Tatsuya Takahashi und Yutaka Yasunaga |
| 11         | 11        | Ich habe einen Pilz gegessen und bin zu einem Kind geworden                           | キノコを食べて子供になった (Kinoko o Tabete Kodomo ni Natta)             | 19. Juni 2021          | 7. Aug. 2021                              | Atsushi Kashiwa                     | Tatsuya Takahashi                     |
| 12         | 12        | Wir haben ein Café eröffnet                                                           | 喫茶店を開いた (Kissaten o Hiraita)                                      | 26. Juni 2021          | 14. Aug. 2021                             | Nobukage Kimura                     | Naohiro Fukushima                     |

#### Staffel 2
| Nr. (ges.) | Nr. (St.) | Deutscher Titel                                      | Originaltitel                                                     | Erstausstrahlung Japan | Deutschsprachige Erstveröffentlichung (D) |
| ---------- | --------- | ---------------------------------------------------- | ----------------------------------------------------------------- | ---------------------- | ----------------------------------------- |
| 13         | 1         | Die Göttin ist da                                    | 神様が来た Kamisama ga Kita                                       | 5. Apr. 2025           |                                           |
| 14         | 2         | Die Suche nach der Untoten                           | アンデッドを捜索した Andeddo o Sōsaku Shita                       | 12. Apr. 2025          |                                           |
| 15         | 3         | Wir waren bei Beelzebub zu Hause                     | ベルゼブブの家に行った Beruzebubu no Ie ni Itta                   | 19. Apr. 2025          |                                           |
| 16         | 4         | Die Suche nach der Mandragora                        | マンドラゴラを探すことになった Mandoragora o Sagasu Koto ni Natta | 2004-26                |                                           |
| 17         | 5         | Ich bin Mama Yufufus Tochter geworden                | ユフフママの娘になった Yufufu Mama no Musume ni Natta             | 3. Mai 2025            |                                           |
| 18         | 6         | Laika hat an einem Kampfsportturnier teilgenommen    | ライカが武術大会に出た Raika ga Bujutsu Taikai ni Deta            | 10. Mai 2025           |                                           |
| 19         | 7         | Wir haben einen Kieferngeist getroffen               | 松の精霊に会った Matsu no Seirei ni Atta                          | 17. Mai 2025           |                                           |
| 20         | 8         | Wir waren im Meer baden                              | 海水浴に行った Kaisuiyoku ni Itta                                 | 24. Mai 2025           |                                           |
| 21         | 9         | Wir haben eine Gespensterherrscherin getroffen       | 悪霊の陛下と会った Akuryō no Heika to Atta                        | 31. Mai 2025           |                                           |
| 22         | 10        | Wir waren bei der Geburtstagsfeier des Dämonenkönigs | 魔王のお誕生会に行った Maō no o Tanjōe ni Itta                    | 7. Juni 2025           |                                           |
| 23         | 11        | Wir haben gegen einen Gott mit Tradition gekämpft    | 伝統ある神様と戦った Dentō Aru Kamisama to Tatakatta              | 14. Juni 2025          |                                           |
| 24         | 12        | Wir haben dieses Jahr wieder ein Café eröffnet       | 今年も喫茶店を開いた Kotoshi mo Kissaten o Hiraita                | 21. Juni 2025          |                                           |

### Synchronisation
Die deutsche Synchronfassung entstand bei Hamburger Synchron unter der Regie von Stephanie Damare und nach einem Dialogbuch von Kerstin Draeger.
| Rolle        | japanische Sprecher (Seiyū) | deutsche Sprecher    |
| ------------ | --------------------------- | -------------------- |
| Azusa Aizawa | Aoi Yūki                    | Manuela Eifrig       |
| Fratorte     | Azumi Waki                  | Elise Eikermann      |
| Laika        | Kaede Hondo                 | Chloë Lee Constantin |
| Beelzebub    | Manami Numakura             | Jennifer Böttcher    |
| Shalsha      | Minami Tanaka               | Florentine Stein     |
| Rosary       | Riho Sugiyama               | Linda Fölster        |
| Halkara      | Sayaka Harada               | Maria Wardzinska     |
| Falfa        | Sayaka Senbongi             | Julia Fölster        |

### Musik
Keiji Inai komponieren die Musik für die beiden Staffeln der Serie. Das Vorspannlied der ersten Staffel ist Gudafuwa Everyday von Aoi Yūki und der Abspanntitel ist Viewtiful Days! von Azumi Waki. Der Vorspann der zweiten Staffel ist mit So☆Lucky von Yui Ogura unterlegt und das Abspannlied ist Eeny Meeny Miny Moe von Aguri Ōnishi.